# Skippy (seriál, 1968)
Skippy (v anglickém originále Skippy the Bush Kangaroo) je australský televizní seriál, líčící dobrodružné příběhy ochočené klokanice Skippy a jejích lidských přátel, žijících ve fiktivním Waratažském národním parku na tichomořském pobřeží Nového Jižního Walesu.
Seriál, určený převážně dětem, natočily v letech 1967-1969 společnosti Fauna Productions, Nine Network Australia a Norfolk International Pictures. Přestože v té době vysílaly australské televizní stanice pouze černobíle, byl seriál z důvodu zvýšení marketingové atraktivnosti natáčen barevně. Seriál se natáčel severně od Sydney v národním parku Ku-ring-gai Chase National Park. Proslavené mlaskání klokanice Skippy však nepochází od skutečných klokanů, neboť takový zvuk nevydávají. Celkem bylo natočeno 91 dílů, které byly vysílány v letech 1968–1970.

## Hlavní postavy a jejich představitelé
- Ed Devereaux jako Matt Hammond, hlavní strážce národním parku (český dabing Jan Pohan)
- Garry Pankhurst jako Sonny Hammond, mladší syn Matta Hammonda (Radek Pechlát)
- Ken James jako Mark Hammond, starší syn Matta Hammonda (Jiří Prager)
- Tony Bonner jako Jerry King, strážce národního parku a pilot helikoptéry (Jiří Štěpnička)
- Elke Neidhart jako doktorka Anna Steinerová
- Liza Goddard jako Clarrissa 'Clancy' Merricková
- Morgan Brain jako seržant Bernard Gillies
- V roli Skippy se vystřídalo několik [3] klokanů obrovských.

## Příběh
Klokanice Skippy patří v seriálu Sonnymu Hamnondovi, mladšímu ze dvou synů strážce parku Matta Hammonda. Jedná se o ochočenou vysoce inteligentní klokanici, která se Sonnym a jeho blízkými zažívá různá dobrodružství, odehrávající se převážně na území fiktivního Waratažského národního parku. V české verzi se však o Skippy chybně mluví jako o samci a nikoliv jako o samici.

## Seriál na DVD v České republice
V České republice začal seriál na DVD vycházet v papírových stánkových obalech od 11. června 2009 a pro českou verzi byl použit původní dabing odvysílaný v Československé televizi v období 80. let.